# Peaches (film, 2004)
Pour les articles homonymes, voir Peaches.
Pour plus de détails, voir Fiche technique et Distribution.
Peaches est un film australien réalisé par Craig Monahan, sorti en 2004.

## Synopsis
Steph a perdu ses parents, Jass et Johnny, dans un accident de voiture alors qu'elle était bébé et a été élevée par Jude, la meilleure amie de ses parents. Pour ses 18 ans, elle reçoit le journal intime de sa mère et commence dans le même temps à travailler dans une fabrique de mise en conserve de pêches. Tout en apprenant peu à peu le mystérieux passé de ses parents, elle entame une liaison avec Alan, son contremaître.

## Fiche technique
- Réalisation : Craig Monahan
- Scénario : Sue Smith
- Photographie : Ernie Clark
- Montage : Suresh Ayyar
- Musique : David Hirschfelder
- Pays d'origine :  Australie
- Langue originale : anglais
- Format : couleur - 2,35:1 - Dolby Digital
- Genre : drame
- Durée : 109 minutes
- Dates de sortie : 
  - Festival des films du monde de Montréal : 30 août 2004
  -  Australie : 9 juin 2005

## Distribution
- Hugo Weaving : Alan
- Jacqueline McKenzie : Jude
- Emma Lung : Steph
- Matthew Le Nevez : Brian
- Sam Healy : Jass
- Tyson Contor : Johnny

## Accueil
Le film a rapporté 407 000 dollars australiens au box-office australien.